# Jens Knipphals
Jens Knipphals (República Federal Alemana, 19 de mayo de 1958) es un atleta alemán retirado especializado en la prueba de salto de longitud, en la que consiguió ser medallista de bronce europeo en pista cubierta en 1983.

## Carrera deportiva
En el Campeonato Europeo de Atletismo en Pista Cubierta de 1983 ganó la medalla de bronce en el salto de longitud, con un salto de 7.82 metros, tras los saltadores húngaros László Szalma (oro con 7.95 metros) y Gyula Pálóczi (plata con 7.90 metros).